# والمو
بلدية وَالَمُو (بالإسبانية: Huélamo)‏، هي إحدى بلديات مقاطعة قونكة إحدى مقاطعات إسبانيا، و التي تقع في منطقة قشتالة لا منتشا وسط البلاد, و المائلة لجهة الشرق من إسبانيا.
يبلغ عدد سكانها 125 نسمة وفقاً لإحصائية سنة (2007).

## التأريخ
قصة مدهشة من العصور الوسطى بشأن هذه البلدة: